# David Sharp (Entomologe)

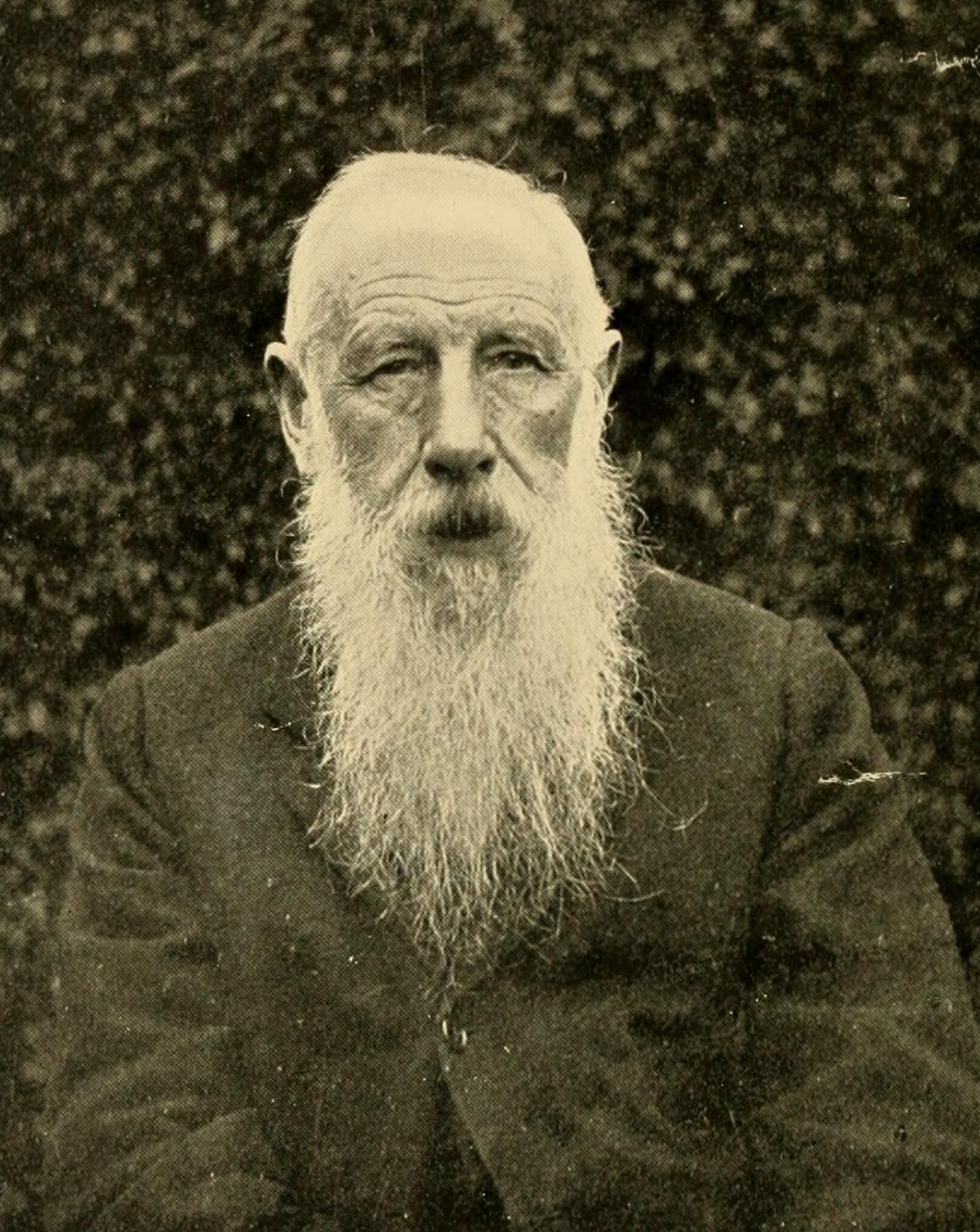
David Sharp 1922

David Sharp (* 15. Oktober 1840 in Towcester; † 27. August 1922 in Lawnside, Brockenhurst) war ein britischer Entomologe, spezialisiert auf aquatische Käfer.

## Leben
Sharp, der Sohn eines Lederfabrikanten, studierte Medizin am St Bartholomew’s Hospital (City of London) und an der University of Edinburgh mit dem Abschluss (Bachelor of Medicine) 1866. Danach war er als Arzt an der Crichton Institution (psychiatrische Anstalt) in Dumfries. 1883 gab er seine Tätigkeit als Arzt ganz auf und widmete sich der Entomologie. 1885 übernahm er als Kurator die Abteilung Insekten des Cambridge University Museum of Zoology. 1909 ging er in den Ruhestand und zog in sein Haus in Brockenhurst nahe dem New Forrest, in dem er häufig wanderte und sammelte. Außer in England sammelte er auch in Spanien und der Schweiz und bearbeitete Sammlungen zum Beispiel in Zusammenhang mit Projekten der Beschreibung der Faunen von Zentralamerika und Hawaii.
Zunächst befasste er sich zwar mit Schmetterlingen, wandte sich dann aber ganz den Käfern zu und wurde zu einem der führenden Spezialisten in Großbritannien, speziell für aquatische Käfer. 1880 veröffentlichte er eine große Monographie über die Dytiscidae. Zu seinen Hauptwerken zählt auch eine zweibändige Übersicht über Insekten für die Reihe Cambridge Natural History.
1891 wurde er einer der Herausgeber des Zoological Record. Er war Fellow der Royal Entomological Society of London (und 1887/88 deren Präsident) und ab 1890 Fellow der Royal Society. Außerdem war er korrespondierendes oder Ehrenmitglied der wichtigsten entomologischen Gesellschaften weltweit. 1888 wurde er Fellow der Linnean Society of London und er war Fellow der Zoological Society of London. 1891 erhielt er einen Master of Arts ehrenhalber der Universität Cambridge.
Seine Sammlung an Käfern ging an das Natural History Museum. Seine Bibliothek erwarb das Cawthron Institute in Nelson.
Er war ein Freund und Anhänger des Philosophen Herbert Spencer.

## Schriften
- Monograph On Aquatic Carnivorous Coleoptera or Dytiscidae. In: Scientific Transactions of the Royal Dublin Society 2, 1880–1882, S. 1–800.
- A revision of the British species of Homalota. In: Transactions of the Entomological Society of London, 1869, S. 91–272.
- The Staphylinidae of Japan. In: Transactions of the Entomological Society of London, 1874, S. 1–103.
- Contributions to an insect fauna of the Amazon Valley. In: Transactions of the Entomological Society of London, 1876, S. 27–424.
- The Staphylinidae of Japan. In: The Annals and Magazine of Natural History, 1888, S. 277–477.
- Beiträge Staphylinidae, Pselaphidae und Synteliidae zu Biologia Centrali-Americana, Insecta. Coleoptera, London, Taylor and Francis, ab 1882
- mit  Robert Cyril Layton Perkins und anderen: Fauna Hawaiiensis, 1896 bis 1913, Online, Bishops Museum
- mit Frederick Arthur Godfrey Muir: The comparative anatomy of the male genital tube in Coleoptera. In: Transactions of the Entomological Society of London, 1912
- Insects. In: Cambridge Natural History, 1895, 1899 (2 Bde.)

Er stellte zwei Kataloge britischer Käfer zusammen, der erste betraf schottische Käfer und wurde 1871 bis 1879 im Scottish Naturalist veröffentlicht und der zweite 1893 (mit dem Geistlichen William Weekes Fowler (1849–1923)).